# Guaro

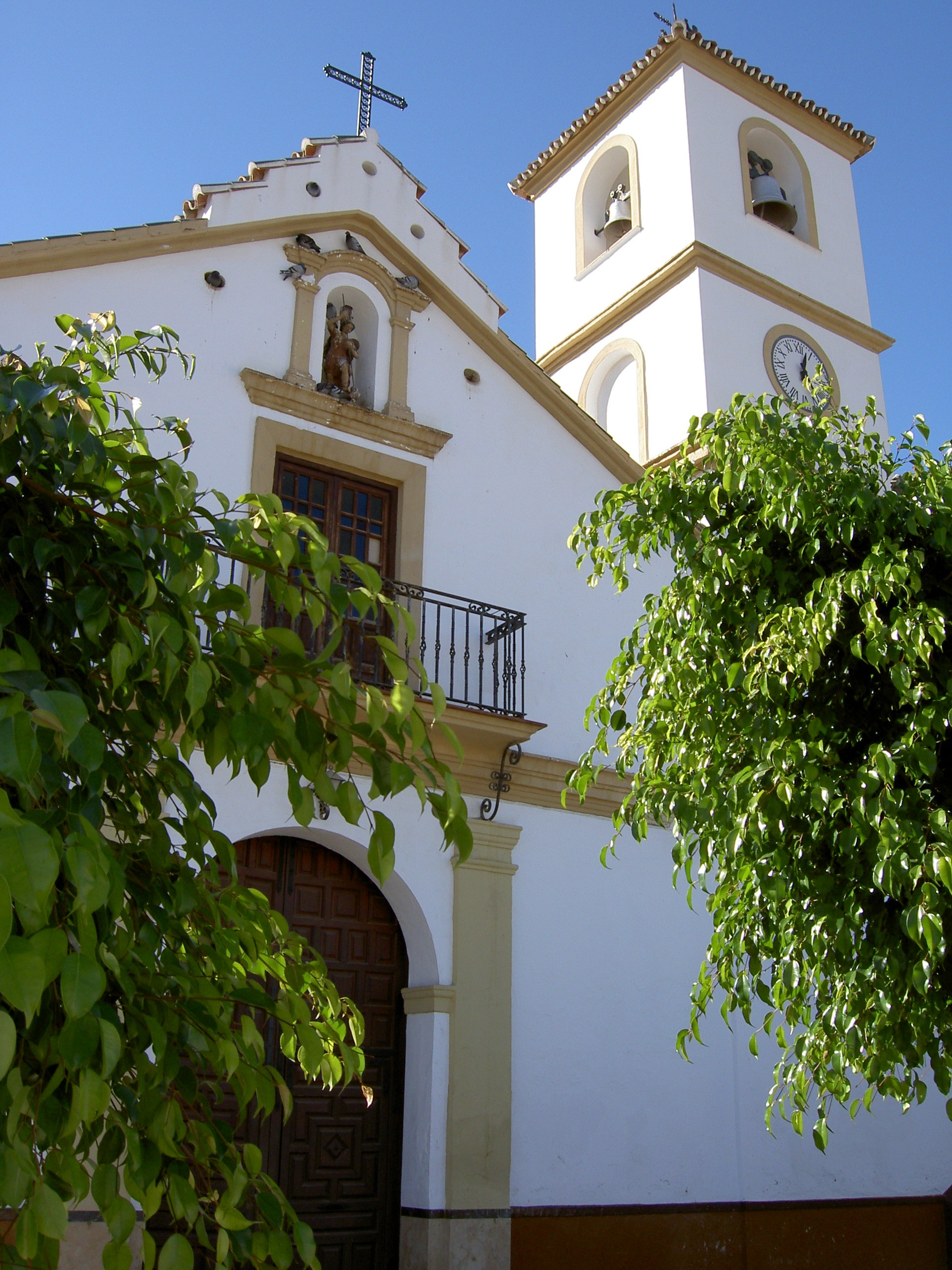
Guaro – Iglesia de San Miguel

Guaro ist eine südspanische Kleinstadt sowie eine Gemeinde (municipio) mit 2.469 Einwohnern (Stand: 2024) in der Provinz Málaga in der Autonomen Region Andalusien. Guaro gehört zu den „Weißen Dörfern“ der Provinz Málaga.

## Lage und Klima
Der Ort Guaro liegt knapp 47 km (Fahrtstrecke) westlich der Provinzhauptstadt Málaga in einer Höhe von ca. 355 m; der Touristenort Marbella liegt ca. 22 km südlich. Das Klima im Winter ist gemäßigt, im Sommer dagegen warm bis heiß; Regen (ca. 650 mm/Jahr) fällt – mit Ausnahme der eher trockenen Sommermonate – verteilt übers ganze Jahr.

## Bevölkerungsentwicklung
| Jahr      | 1857  | 1900  | 1950  | 2000  | 2020  |
| Einwohner | 2.242 | 3.218 | 2.930 | 2.034 | 2.367 |

Der deutliche Bevölkerungsrückgang seit den 1950er Jahren beruht im Wesentlichen auf der Mechanisierung der Landwirtschaft, der Aufgabe bäuerlicher Kleinbetriebe und dem daraus resultierenden Verlust von Arbeitsplätzen (Landflucht). Seit der Jahrtausendwende ist die Einwohnerzahl wieder leicht angestiegen.

## Wirtschaft
Die Menschen früherer Jahrhunderte lebten im Wesentlichen als Selbstversorger von der Landwirtschaft; im Ort selbst ließen sich auch Händler, Handwerker und Dienstleister aller Art nieder. Heute stellen der Anbau von Orangen und Mandeln sowie der innerspanische Tourismus die wesentlichen Grundlagen des wirtschaftlichen Lebens der Gemeinde dar.

## Geschichte
In der Antike stand die Gegend unter phönizischem, später unter karthagischem und römischem Einfluss. Zu Beginn des 8. Jahrhunderts wurde die Region von den Mauren überrannt, die wahrscheinlich auch die Ortsgründer waren. Im Jahr 1485 wurde der Ort von der Armee der Katholischen Könige zurückerobert (reconquista). Im Jahr 1614 gewährte der König dem Ort die Stadtrechte und Philipp IV. erhob ihn im Jahr 1648 zum Sitz einer noch heute existierenden Grafschaft (Condado de Guaro).

## Sehenswürdigkeiten
- Die einschiffige Iglesia de San Miguel ist dem Erzengel Michael geweiht. Sie stammt aus dem frühen 16. Jahrhundert, wurde aber im 17. Jahrhundert umgebaut. Während des Spanischen Bürgerkriegs (1936–1939) wurde sie weitgehend zerstört und anschließend wiederaufgebaut. Bemerkenswert, aber im Süden Spaniens nicht ungewöhnlich, ist der Außenbalkon über dem Portal.[7]
- Das Centro Cultural Al-Andalús ist ein regionales ethnografisches Museum; es befindet sich in einer stillgelegten Ölmühle (molino de aceite) im Ortszentrum.

Umgebung
- Knapp 2 und ca. 4 km nördlich des Ortes finden sich zwei Kapellen – die Ermita de la Cruz del Puerto und die Ermita de San Isidro.